# Красна Горка (Калінінський район)
Красна Горка (рос. Красная Горка) — присілок в Калінінському районі Тверської області Російської Федерації.
Населення становить 121 особу. Входить до складу муніципального утворення Тургиновське сільське поселення.

## Історія
Від 2005 року входить до складу муніципального утворення Тургиновське сільське поселення.

## Населення
| 1997 | 2008 | 2010 |
| ---- | ---- | ---- |
| 125  | ↗137 | ↘121 |